# يوسف محمد عبد الله
يوسف محمد عبد الله (19 مايو 1943 - 4 ابريل 2021) بروفسور وعالم آثار يمني وشغل منصب نائب رئيس المجمع العلمي اللغوي اليمني.

## حياته
ولد البروفسور يوسف محمد في مايو 1934، في عزلة بني شبيه الغرب، بمديرية الشمايتين بمحافظة تعز، وأتم تعليمه الأساسي والثانوي بمدينة عدن، ثم سافر إلى لبنان ملتحقا بالجامعة الأمريكية وحصل منها على البكالوريوس، ثم الماجستير عام 1970 في تخصص اللغة العربية وآدابها. بعد ذلك سافر عبد الله إلى ألمانيا، ملتحق بجامعة توبنغن، التي حصل منها على درجة الدكتوراه عام 1975، وفي سنة 1980م، حصل منها على شهادة مؤسسة الكسندرفون همبولدت الألمانية في البحث العلمي لما بعد الدكتوراه. يجيد العربية والإنجليزية والألمانية، ومتخصص في اللغات والكتابات والنقوش القديمة في الجزيرة العربية.
من أبرز أعمال الدكتور يوسف عبد الله؛ «الأعلام في كتاب الإكليل للهمداني ونظائرها في النقوش اليمنية القديمة»، و«الهمداني في ذاكرة الألفية»، واكتشاف ودراسة نقش ترنيمة الشمس. كما ترجم مقدمة كريستوفر تُل وحرر عمله المحقِّق لكتاب الجوهرتين للهمداني. وانشغاله في الهمداني جاء من خلال رسالتَي الماجستير والدكتوراه وما بعد الدكتوراه. كما وكان هَمّ يوسف عبد الله إعداد وانجاز مدونة النقوش اليمنية القديمة التي أعد جزءاً منها وواصل فريق برئاسة الأستاذة اليساندرا أفانزيني أعمال هذه المدونة.
أخذ يوسف عبد الله علم التاريخ والآثار والنقوش عن الدكتور محمود علي الغول في مرحلة الماجستير وعن الدكتور والتر موللر في مرحلة الدكتوراة وهما من كبار علماء التاريخ والآثار والنقوش.
له انجازات علمية واسعة سواء تلك التي باشرها بنفسه من بحث وكتابة وتحقيق، وتنقيب وكشف وريادة، أو تلك التي أشرف عليها ورعاها وحررها وقدم لها. وكانت له شبكة علاقات إقليمية ودولية كبيرة في مجال علمه وعمله، وتم تكريمه من قبل أكبر مؤسسة للبحث العلمي في جمهورية ألمانيا وهي مؤسسة (الكساندر فون همبولدت).
وقد اعتاد الدكتور يوسف أن يستقبل في بيته كل ثلاثاء جلسة يحضرها أساتذة وطلاب في التاريخ والآثار لمناقشة علمية عفوية، تثار فيها النقاشات المختلفة حول قضايا تاريخ اليمن القديم، وكان الدكتور يوسف يستعد لهذا المجلس، بإحضار مختلف كتب بمختلف اللغات يعرضها ليبين للطلاب والحاضرين جديد ما كتب حول تاريخ اليمن، وما هي القضايا المستجدة في الحقل الأكاديمي.

## فكّ شفرة خط الزبور
يعد يوسف عبد الله أول من نشر نقشا من نقوش الزبور نشراً علمياً وافياً وذلك في مجلة اليمن الجديد عام 1986م، بعد أن تم التعرف على حروف خط الزبور وفك رموزها في بداية الثمانينات. وأسهم بدور فعال في نشر كتاب تضمن تحقيق ودراسة خمسة عشر نقشاً من نقوش الزبور من مجموعة المتحف الوطني بصنعاء.

## اكتشافه لنقش ترنيمة الشمس
نقش القصيدة الحِميَريّة أو كما يعرف بترنيمة الشمس هو إحدى الشواهد القليلة الباقية من أدب اليمن القديم، اكتشفه ودرسه الدكتور يوسف محمد عبد الله في رحلة أثرية عام 1977 في وادي «قانية» بناحية السوادية، ورغم التشوّه الذي أصاب الجانب الأيمن من النقش، إلا أن الدكتور لاحظ على الفور القافية الموحدة (𐩢𐩫) التي ينتهي بها النقش بوضوح على الجانب الأيسر منه، فعكف على دراسته مدة عشرة سنوات، وقد توجه بعرض محتواه على كلاً من والتر موللر وبيستون ومطهر الإرياني ومحمود الغول وكريستيان روبان، على أن ذلك لم يسفر إلى خطوة أساسية واحدة في سبيل حل لغز تلك الكتابة العجيبة، قبل أن يكرس الدكتور يوسف عبد الله عشرة سنوات في دراسته حتى انفكت له مغاليق هذه القصيدة ونشر دراسته لها في مجلة ريدان عام 1988.

## أعمال ومناصب
- نائب رئيس المجمع العلمي اللغوي في اليمن عام (2013).
- رئيس الهيئة العامة للكتاب والنشر والتوزيع بالجمهورية اليمنية عام (2011).
- عُّين مستشاراً برئاسة الجمهورية عام (2007).
- منحه رئيس الجمهورية اليمنية درجة وزير بقرار جمهوري عام (1986).
- عُيّن مستشاراً لوزير الثقافة والسياحة لشؤون الاثار والمتاحف (2004).
- وكيل وزارة الثقافة بالجمهورية اليمنية لقطاع المخطوطات ودور الكتب سابقاً.
- عمل نائباً لرئيس هيئة الآثار ودور الكتب (1987) بدرجه نائب وزير، هيئة تابعة لرئاسة الجمهورية.
- رئيس الهيئة العامة للآثار والمتاحف والمخطوطات، عام 1995.
- أستاذ الآثار والنقوش بجامعة صنعاء منذ 1976م إلى اليوم وترقى حتى وصل درجة الأستاذية.
- نائب رئيس الهيئة العامة للآثار ودور الكتب، بدرجة نائب وزير (1987) هيئة تابعة لرئاسة الجمهورية بالجمهورية العربية اليمنية.
- نائب رئيس الهيئة العامة للآثار والمتاحف والمخطوطات (1990) هيئة تابعة لوزارة الاعلام والثقافة بالجمهورية اليمنية.

## الوفاة
توفي البروفسور يوسف إثر مرض لم يفصح عن تفاصيله في ظل الموجة الثانية لجائحة كورونا بالترافق مع وفاة العديد من الشخصيات البارزة في صنعاء والتي يتكتم عليها الحوثيون منذ بدء تفشي كورونا حول العالم. وقد تلقت الأوساط الثقافية والأكاديمية نبأ وفاته بحزن شديد ونعته عدة مؤسسات وشخصيات عامة وسياسية وثقافية محلياً وعربياً ودولياً، جُمعت في كتاب صدر بمناسبة أربعينيته، في جامعة صنعاء، بتفاعل كبير.